# Break On Through (To the Other Side)
A Break On Through (To the Other Side) egy dal a The Doors együttes 1967-es The Doors című bemutatkozó albumáról. A dal 1967 januárjában, vagyis a nagylemez megjelenésének hónapjában kislemezen is megjelent, B-oldalán az End of the Night című dallal. A dal 64. helyezést ért el a brit kislemezlistán.

## Közreműködött
- Jim Morrison – ének
- Ray Manzarek – orgona, keyboard bass[4]
- Robby Krieger – gitár
- John Densmore – dob

## Helyezések és minősítések
| Régió                                                       | Minősítés | Eladott példányszám |
| ----------------------------------------------------------- | --------- | ------------------- |
| Németország (BVMI)                                          | arany     | 250 000^            |
| ^ Kiszállítási példányszámok kizárólag a minősítés alapján. |           |                     |

## Külső hivatkozások
- Dalszöveg